# Ciberlibertarianismo
Ciberlibertarianismo (ou Tecnolibertarianismo) é uma filosofia política com raizes na cultura cypherpunk e hacker que emergiu no Vale do Silício durante os primórdios da internet,  com forte influencia do libertarianismo e anarquismo individualista americano. A filosofia se concentra em minimizar a regulamentação governamental, a censura e qualquer barreira que impeça uma internet livre. Os ciberlibertários valorizam hierarquias fluidas e meritocráticas (as quais acreditam  serem melhor atingidas pelo livre mercado). O ciberlibertário mais conhecido é Julian Assange. O termo tecnolibertário foi popularizado no debate publico pela escritora de tecnologia Paulina Borsook.
Os princípios tecnolibertários podem ser resumidos como:
•Qualquer política a ser implementada deve sempre considerar as liberdades civis
•É necessário implementar políticas que limitam o poder do governo de criar regulações desnecessárias
•As políticas que fornecem incentivos bem alinhados através do livre mercado são sempre as melhores escolhas
•A tecnologia e a livre informação, alinhadas a um mercado livre de restrições e uma cultura que valorize a individualidade e o espírito empreendedor levarão a um progresso acelerado da qualidade de vida e do florescimento humano

## História
A filosofia libertária remonta ao taoismo da China antiga, aos pensamentos de Aristóteles na Grécia, ao renascimento e ao iluminismo escocês. O liberalismo clássico tem como fundamentos a liberdade individual, a não iniciação de violência e a defesa da propriedade privada. No século XVII as ideias libertárias começam a tomar forma com os escritos de John Locke e dos niveladores. Essa mesma base de pensamento ainda suporta os libertários mais modernos. Em meados dos anos 90 a internet começa a impactar fortemente a cultura e o comércio mundial, fazendo crescer quase que imediatamente movimentos dos mais variados tipos focados em defender os princípios libertários também nesse novo espaço.

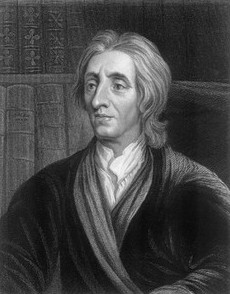
John Locke, teórico inglês

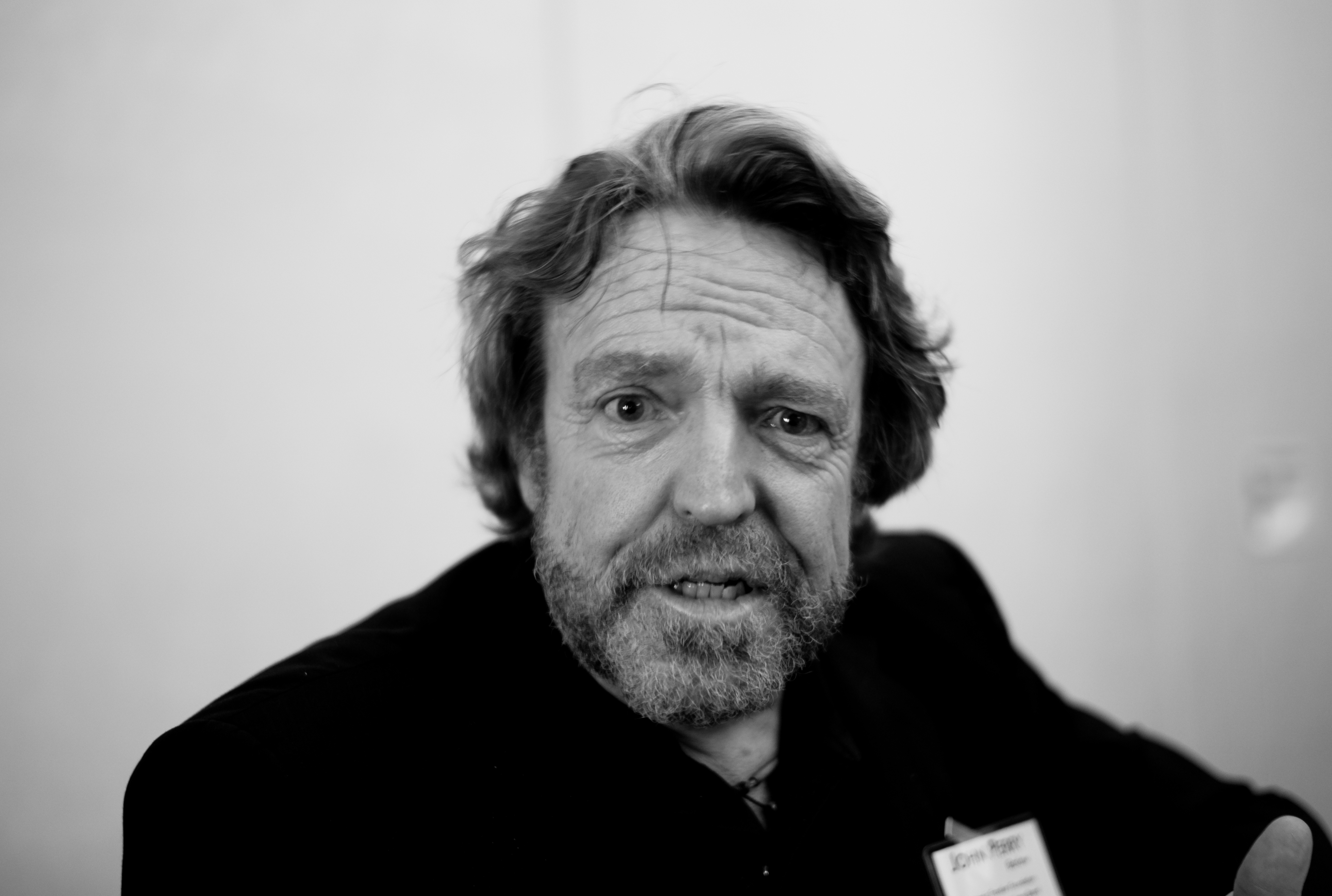
John Perry Barlow, autor da carta "A Declaration of Indepedence of the Cyberspace" e cofundador da EFF

Em julho de 1990 é criada a EFF (Eletronic Frontier Foundation), primeira organização sem fins lucrativos voltada a defesa das liberdades civis no mundo digital, fundada por Mitch Kapor, John Gilmore e John Perry Barlow. A EFF entendia que proteger o acesso a tecnologias em desenvolvimento era essencial para garantir a liberdade para todos. Nos anos que se seguiram, a organização atuou como defensora de algumas causas como os softwares open source, encriptação, pesquisas sobre segurança, ferramentas para compartilhamento de arquivos, entre outras.

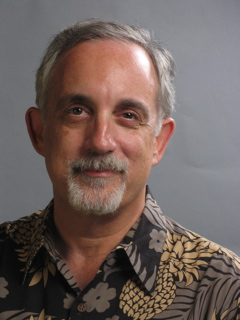
Mitch Kapor, cofundador da EFF

Em 1996, como uma resposta ao ataque a liberdade e a independência na rede feita pelo Telecommunications Act assinado pelo presidente americano Bill Clinton, John Perry Barlow escreve a sua famosa “Declaração de Independência do Ciberespaço”. Essa declaração é um dos textos mais importantes sobre governança na internet da história. Seu ideal ciber-libertário para a internet fica bastante claro quando se dirige aos governos mundiais no segundo parágrafo, onde diz:

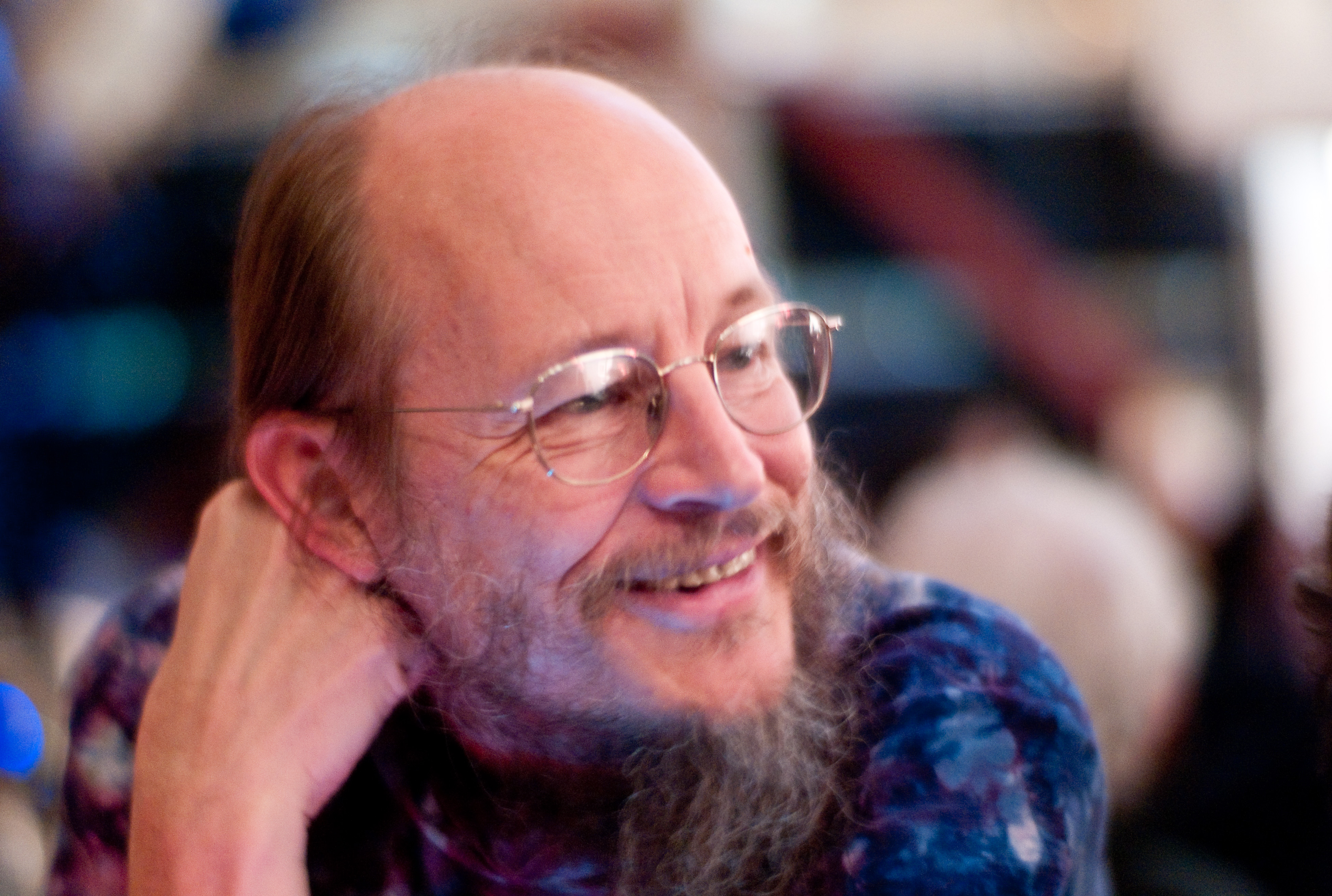
John Gilmore, cofundador da EFF

"We have no elected government, nor are we likely to have one, so I address you with no greater authority than that with which liberty itself always speaks. I declare the global social space we are building to be naturally independent of the tyrannies you seek to impose on us. You have no moral right to rule us nor do you possess any methods of enforcement we have true reason to fear.” (John Perry Barlow, A Declaration of the Independence of Cyberspace).
Já no décimo terceiro parágrafo, John Kerry cita explicitamente quem são os tais governos mundiais a quem se refere:
“In China, Germany, France, Russia, Singapore, Italy and the United States, you are trying to ward off the virus of liberty by erecting guard posts at the frontiers of Cyberspace. These may keep out the contagion for a small time, but they will not work in a world that will soon be blanketed in bit-bearing media.” (John Perry Barlow, A Declaration of the Independence of Cyberspace).
Outra literatura extremamente importante para esse movimento, é o livro da antropóloga E. Gabriella Coleman, lançado em 2012, "Coding Freedom: The Ethics and Aesthetics of Hacking". O livro traz um panorama geral sobre a etnografia da comunidade de hackers defensores do software livre que trabalham no desenvolvimento do sistema operacional Debian Linux. É demonstrado no livro que, apesar de o conjunto de ideiais entre os membros dessa comunidade ser bem variada, a grande maioria delas tem em sua base o que a autora chama de productive freedom ("liberdade produtiva", em português). Gabriella explica que esse termo se refere a instituições, dispositivos legais, e códigos morais desenvolvidos pelos próprios hackers com o objetivo de autonomamente melhore o trabalho de seus colegas, refinar suas habilidades técnicas e perpetuar as tradições da comunidade. 

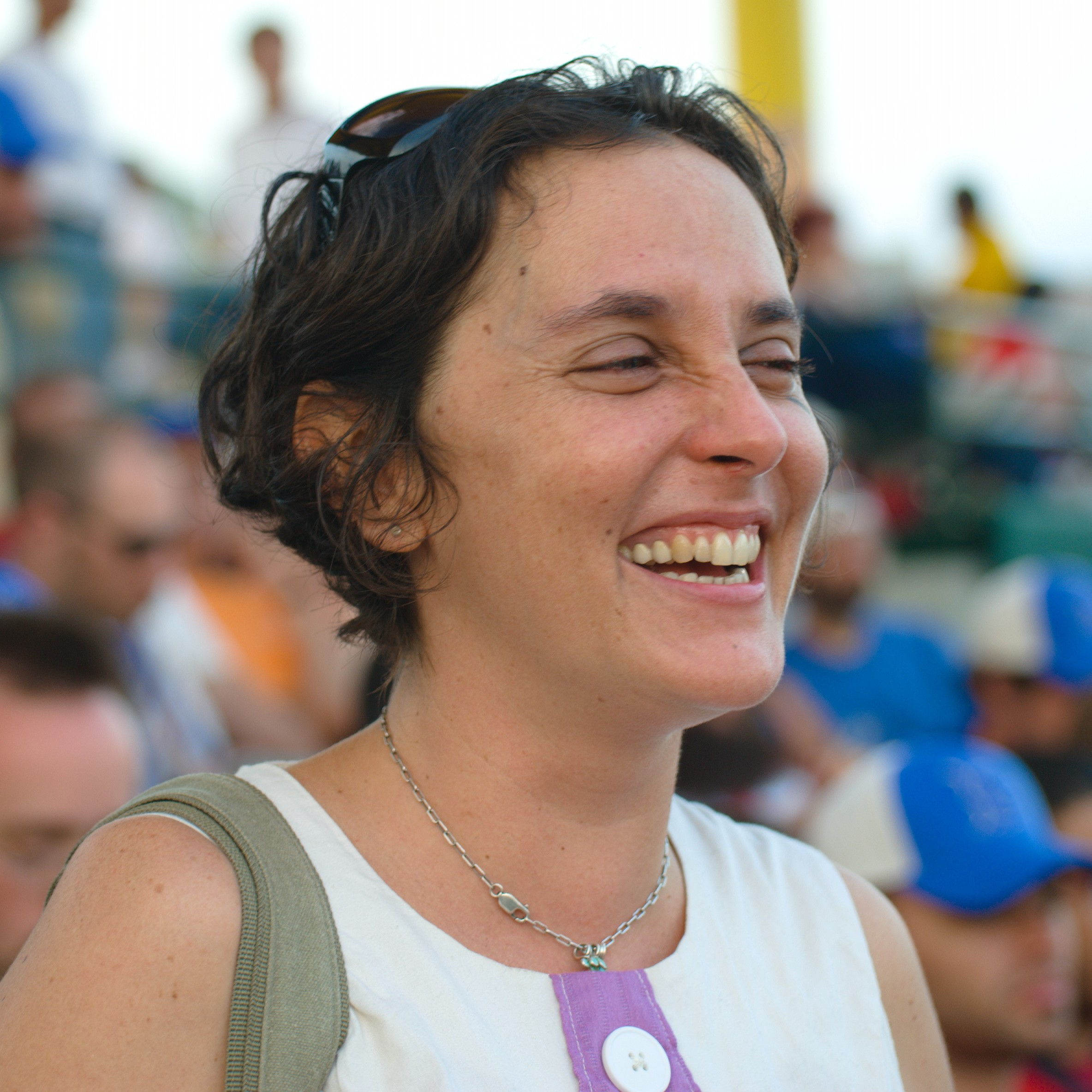
Gabriella Coleman, antropóloga e autora do livro "Coding Freedom"

A autora faz também faz um paralelo entre em que consiste a ideologia ciberlibertária dos hacker entrevistados para o livro e o neoliberalismo citando diferenças e semelhanças principais entre os dois pensamentos. A sua observação é a de que o neoliberalismo premia os direitos individuais, diminuindo monopólios e derrubando barreiras nacionais existentes, mas para isso, uma real aplicação do pensamento neoliberal requere uma constante intervenção, regulação e, mesmo que em menor graus, a criação de monopólios.

## Dias atuais
Nos dias de hoje, as ideias ciberlibertárias começam ser discutidas novamente, após casos como as revelações sobre atividades das agências de segurança americanas feitas por Edward Snowden, os vazamentos de documentos secretos de grandes governos mundiais feitos pelo Wikileaks, a prisão do criador do site Silk Road, Ross Ulbricht e ainda o famoso grupo hacker, que vem a tona como ativistas em vários acontecimentos mundiais, Anonymous.
Durante o fechamento da "9th Annual Internet Governance Forum” em 2014, o professor da Universidade de Syracuse, e líder na mobilização da sociedade civil no ICANN (Internet Corporation for Assigned Names and Numbers), Milton Mueller, sugere uma volta a discussão das ideias de Barlow:
“Barlow’s idea that the internet was immune from control by existing governments has been discredited. But remember, Barlow drafted a declaration of independence. Such a declaration does not necessarily mean that existing nations have no power; it means that the residents of cyberspace want a distinct nation of their own.
You might laugh at that assertion. An Internet nation? What does it mean? Surely, everyone knows that nations are territorial, that the physical facilities of Internet service providers are located in a jurisdiction ruled by a government. Jurisdictions and laws are attached to Internet users as well. But these arguments carry much less weight than one might think. There is nothing terribly crazy or controversial about the concept of an Internet community. Clearly, the Internet provides the basis for a community with its own interests, an incipient identity, its own norms and modes of living together. And it is only a small step from community to nation. A nation is just a community that wants its own state. So it doesn’t really matter whether existing sovereigns currently have the power to impose their rules on them. What matters is whether that Internet community can be organized to assert, and gain, its political independence.”  (Milton Mueller, speech at the 9th Annual Internet Governance Forum)
Outro movimento que vem ficando mais conhecido a cada dia é a proliferação do uso de moedas virtuais, ou cripto moedas, como o Bitcoin, como um manifesto contra o controle do estado sobre a vida do indivíduo, pois as transações realizadas são completamente anônimas e feitas usando a tecnologia P2P, que faz com que apenas os envolvidos tenham conhecimento delas. Segundo o Coin Map, serviço que reúne lugares que se dispõem a receber pagamentos em criptomoeda, no Brasil já são mais de 27 estabelecimentos que passaram a aderir a moeda. No mundo, esse número passa dos 2,6 mil (2014).

Logo alternativo do movimento transumanista libertário

## Movimentos relacionados
Vários movimentos e ideias se relacionam com os ideais ciberlibertários. Alguns dos mais conhecidos são o cypherpunk, transhumanismo libertário e o sistema de governo tecnocracia. Todos compartilham o mesmo senso de liberdade que o ciberlibertarianismo advoga, seja promovendo o uso da criptografia como maneira de manifesto político, seja a defesa do transhumanismo como uma maneira de libertar o indivíduo ou ainda um sistema de governo comandado primariamente pela tecnologia.

## Críticos
Uma das mais famosas críticas feita ao ciberlibertarianismo e a movimentos relacionados a ele, foi feita em 1995 por Richard Barbrook e Andy Cameron, ambos da Universidade de Westminster, no artigo “The Californian Ideology” (A Ideologia Californiana, em português).
No texto, os autores dizem que essa “nova fé” surgiu da fusão da cultura boêmia de São Francisco com as indústrias do Vale do Silício, juntando o espírito de liberdade hippie com o zelo empreendedor do yupees.
Um dos argumentos contra as ideias ciberlibertárias é o fato de durante 20 anos o desenvolvimento da internet ter sido quase que completamente dependente do governo federal americano, seja através de universidades ou do exército.
No começo da seção do artigo intitulada “Freedom is Slavery” (“Liberdade é escravidão”, em português), os autores tentam convencer o leitor de que a Ideologia Californiana que eles atacam é na verdade uma mistura das ideias da nova esquerda e da nova direita americana, onde uma delas se recente pelo financiamento militar feito pelo governo e o outro que ataca o estado por interferir na disseminação de novas tecnologias.
"If its holy precepts are refuted by profane history, why have the myths of the free market so influenced the proponents of the Californian Ideology? Living within a contract culture, the digital artisans lead a schizophrenic existence. On the one hand, they cannot challenge the primacy of the marketplace over their lives. On the other hand, they resent attempts by those in authority to encroach on their individual autonomy. By mixing New Left and New Right, the Californian Ideology provides a mystical resolution of the contradictory attitudes held by members of the virtual class. Crucially, anti-statism provides the means to reconcile radical and reactionary ideas about technological progress. While the New Left resents the government for funding the military-industrial complex, the New Right attacks the state for interfering with the spontaneous dissemination of new technologies by market competition. Despite the central role played by public intervention in developing hypermedia, the Californian ideologues preach an anti-statist gospel of cybernetic libertarianism: a bizarre mish-mash of hippie anarchism and economic liberalism beefed up with lots of technological determinism. Rather than comprehend really existing capitalism, gurus from both New Left and New Right much prefer to advocate rival versions of a digital Jeffersonian democracy. For instance, Howard Rheingold on the New Left believes that the electronic agora will allow individuals to exercise the sort of media freedom advocated by the Founding Fathers. Similarly, the New Right claim that the removal of all regulatory curbs on the private enterprise will create a marketplace of ideas worthy of a Jeffersonian democracy.” ( The Californian Ideology ,Richard Barbrook and Andy Cameron).
Outra crítica as emergentes ideologias ciberlibertárias nascidas no Vale do Silício é feita pela jornalista Paulina Borsook em seu livro intitulado "Cyberselfish: A Critical Romp through the Terribly Libertarian Culture of High-Tech", publicado em 2001. O tema principal do livro é de que a indústria de tecnologia ainda permanece dominada por garotos, pois a maioria age como adolescentes. Também trata como contradição, assim como Richard Barbrook e Andy Cameron, a rebeldia desse grupo contra o governo, dado que sem contratos governamentais essa indústria não teria surgido e se desenvolvido nas proporções megalomaníacas que temos hoje em dia. Durante o livro é demonstrada uma sensação de superficialidade nas relações dentro dessa indústria, onde os membros tratam como potencial ameaça o menor ato de altruísmo. Em geral, vários pontos da visão libertária tradicional são criticadas e tidas como exageradas inclusive. Segundo a autora o libertarianismo, como um todo, deveria ser extinto pois a nossa sociedade não se sustentaria com ele.